# Estadio General Bernardino Caballero
El estadio General Bernardino Caballero fue un estadio de fútbol de Paraguay que ubicado en el barrio Ricardo Brugada de la ciudad de Asunción. En la zona conocida como San Felipe de la Chacarita. En este escenario, que contaba con una capacidad para 500 personas, hizo las veces de anfitrión el extinto Club General Caballero de San Felipe.
En épocas de crecidas del Río Paraguay el estadio era generalmente afectado por inundaciones, ya que se encontraba en una zona baja cercana al río.

## Historia

Vista de la cancha del club en la Chacarita, Asunción (año 2013).

Inicialmente era solo una cancha de fútbol, pero con el paso del tiempo fue creciendo hasta convertirse en un pequeño estadio. 
El Club General Caballero de San Felipe ejerció sus partidos de local allí desde su fundación en 1947 hasta el 2013, año en que el club vendió el predio a una empresa privada y se mudó a una cancha nueva en la ciudad de Villeta, donde construyó otro estadio con capacidad para 1.000 espectadores.

Debido a que por muchos años el General Caballero SF atravesó por problemas económicos, malos resultados deportivos, disputas entre la dirigencia e inconvenientes con la APF, el club terminó desapareciendo en el año 2022. Y vendiendo su nuevo estadio de Villeta al Club Sportivo Ameliano en el 2023.

Segundo estadio del club en Villeta (año 2020).

Igualmente el predio de Asunción siguió siendo utilizado por los vecinos de la zona para actividades recreativas por unos años más, sin embargo, en la actualidad por las constantes crecidas del río Paraguay, desde el año 2017 se encuentra en un completo estado de abandono, con una abundante vegetación crecida por todas partes y ya no queda nada de la cancha original.